# الرجل الثامن
الرجل الثامن (بالإنجليزية: 8 Man After) فيلم أنمي ياباني عرض لأول مره في 21 أغسطس 1993 واستمر حتى 22 نوفمبر 1993 . تم تقسيم الفيلم إلى 4 حلقات وتمت دبلجتها للغة العربية بواسطة مركز الزهرة.

## روابط خارجية
- الرجل الثامن على موقع ANN manga (الإنجليزية)

 (1963) (1965) (1992) (1993)
- الرجل الثامن (أنمي) في شبكة أخبار الأنمي
- Review of the video game version of 8 Man for Neo Geo, drawing comparisons with the greater canon
- 8thManDVD.com Official Tobor the 8th Man English-dub DVD website